# Trichilia acuminata
El mangle blanco (Trichilia acuminata) es un especie de árbol de la familia Meliaceae. Es originaria de Colombia y Panamá. 

## Descripción
Limitado a una pequeña área de Colombia, en los departamentos de Atlántico, Bolívar y Cundinamarca, y en la vecina Panamá, en la provincia de Darién. Es un pequeño árbol de la selva tropical de tierras bajas.

## Taxonomía
Trichilia acuminata fue descrita por (Humb. & Bonpl. ex Roem & Schult.) C.DC. y publicado en Monographiae Phanerogamarum 1: 704. 1878.
Sinonimia
- Odontandra acuminata Humb. & Bonpl. ex Roem. & Schult.
- Odontandra karstenii Triana & Planch.
- Trichilia karstenii (Triana & Planch.) C. DC.[3]